# Chiffonade

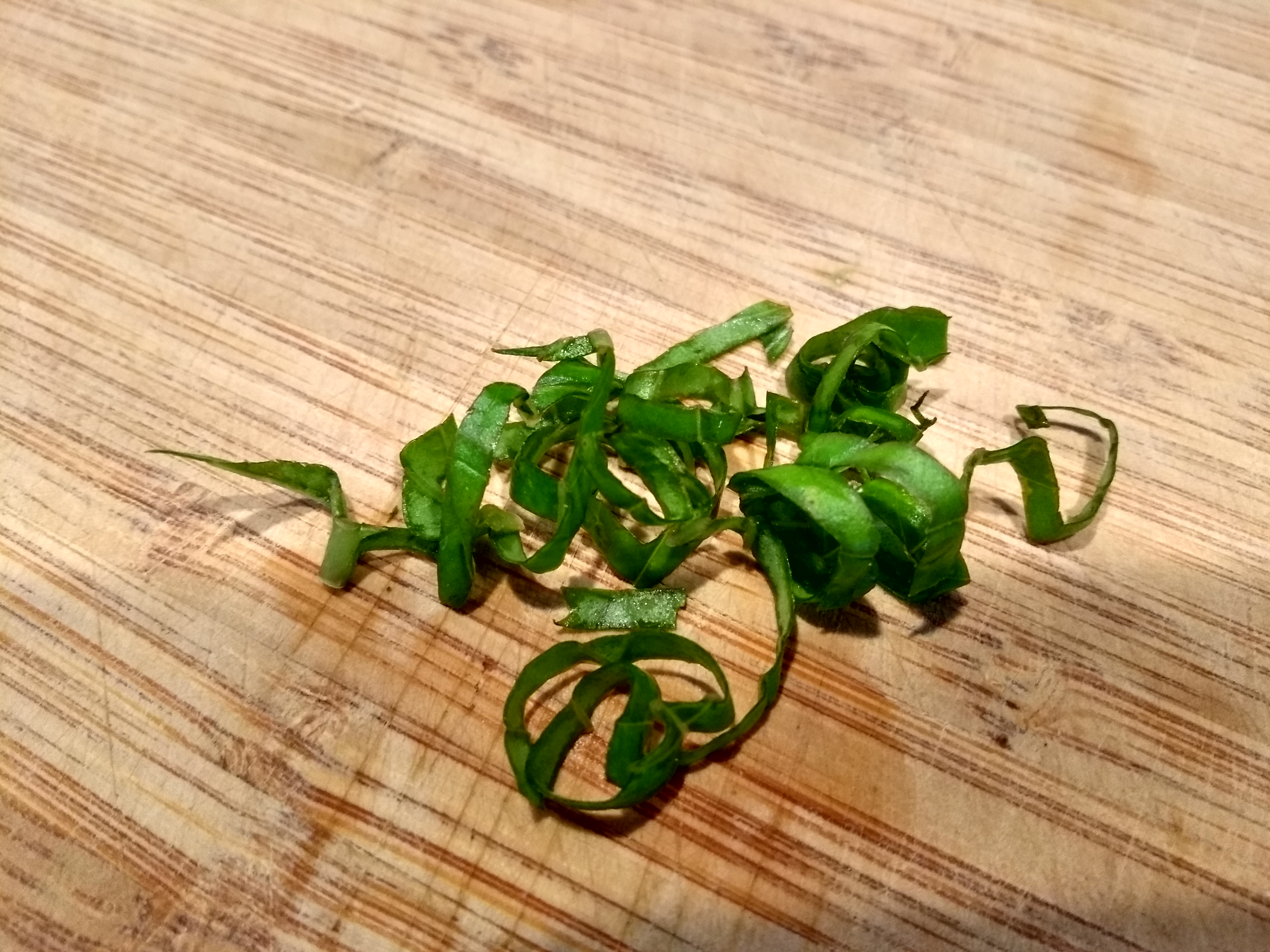
Chiffonade gesneden basilicum

Chiffonade is een manier om bladgroenten te snijden in lintvorm, door de blaadjes eerst te stapelen, vervolgens op te rollen en dan dwars op de rol te snijden.
Deze techniek heet ciseleren.
De techniek kan ook gebruikt worden voor pannenkoeken en dunne omeletten.
Het Franse woord chiffonade wordt niet vertaald maar zou in het Nederlands kunnen betekenen: "in flarden".